# Barbula montana
Barbula montana là một loài Rêu trong họ Pottiaceae. Loài này được (Nees) Corb. mô tả khoa học đầu tiên năm 1889.